# Уцано
Уца̀но (на италиански: Uzzano) е община в Централна Италия, провинция Пистоя, регион Тоскана. Административен център на общината е градче Санта Лучия (Santa Lucia), което е разположено на 50 m надморска височина. Населението на общината е 5670 души (към 2018 г.).